# 広野海岸公園

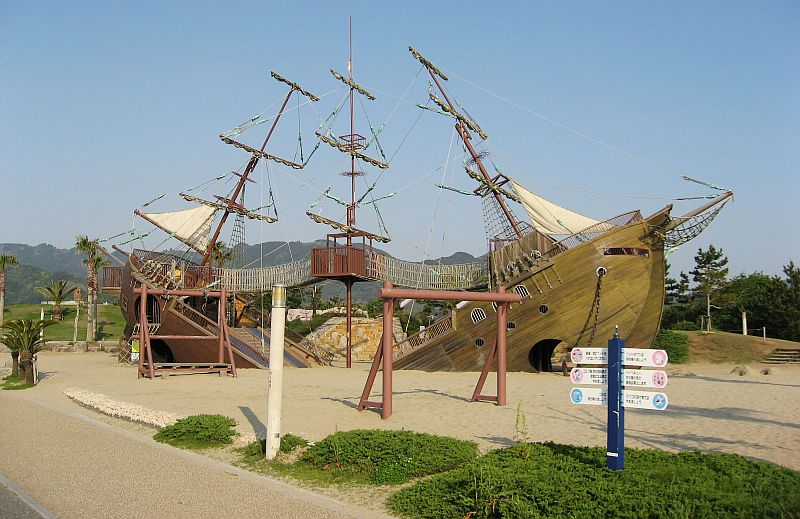
広野海岸公園（一部分）

広野海岸公園（ひろのかいがんこうえん）は静岡県静岡市駿河区広野海岸通にある公園およびその一帯である。
公園内には遊具、芝生広場、管理塔、用宗新港がある。レジャー施設として駿河区内では有名なスポットである。休日は家族連れでにぎわう。難破船をモチーフとした遊具が人気である。用宗フィッシャリーナが隣接している。初期段階の計画からまだまだ進展しない計画がある。（マリンタワー等）管理担当部署は水産漁港課である。

## アクセス
- しずてつジャストライン（93）用宗線「広野口」停留所から徒歩約15分。（東海道新幹線・JR東海道線静岡駅から93用宗駅前行バスで約35分。JR東海道線用宗駅から新静岡行バスで約5分。）

## 近隣施設
- 静岡市立長田南小学校
- 静岡市立城山中学校

## ギャラリー

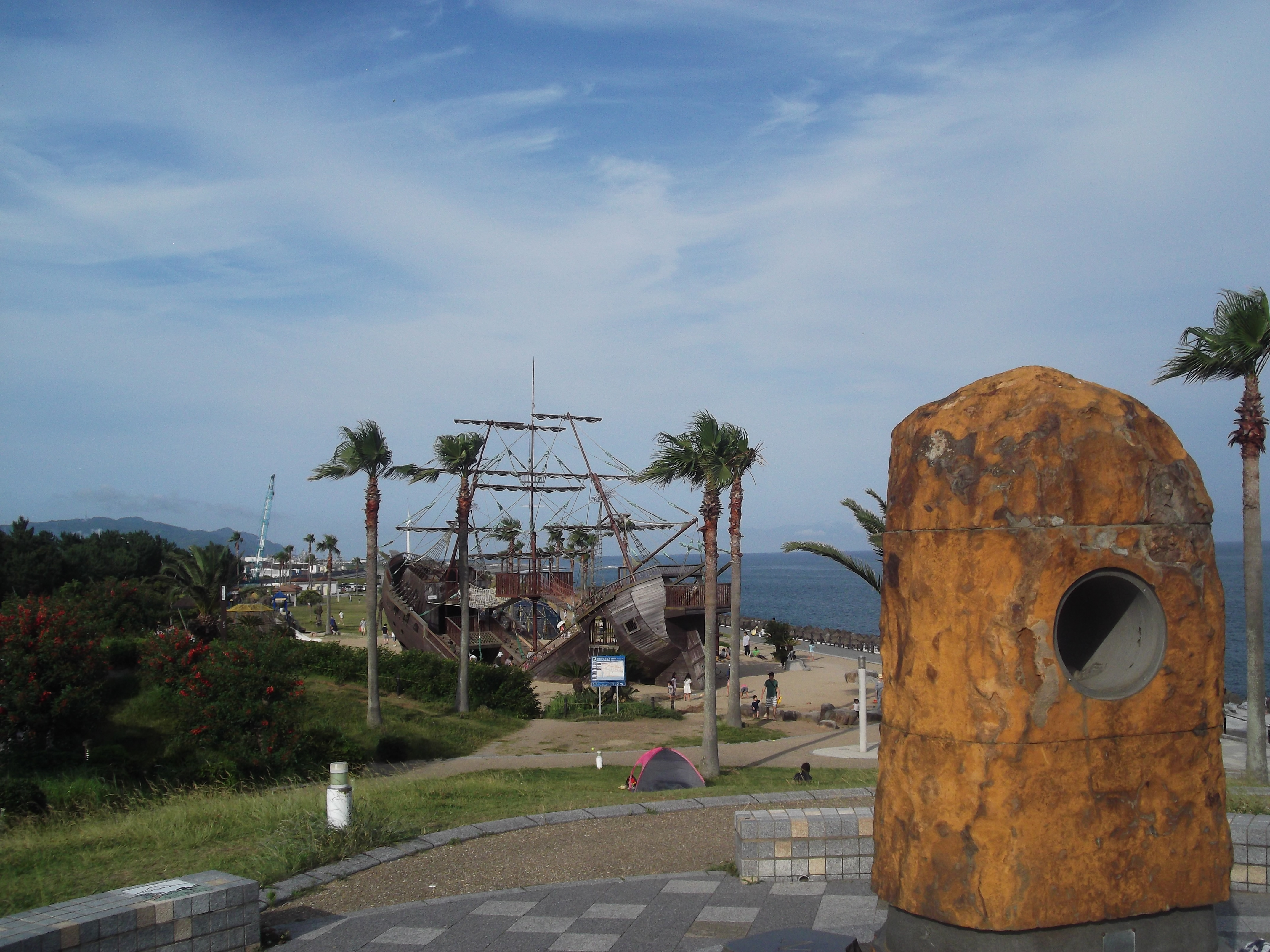
見晴し山
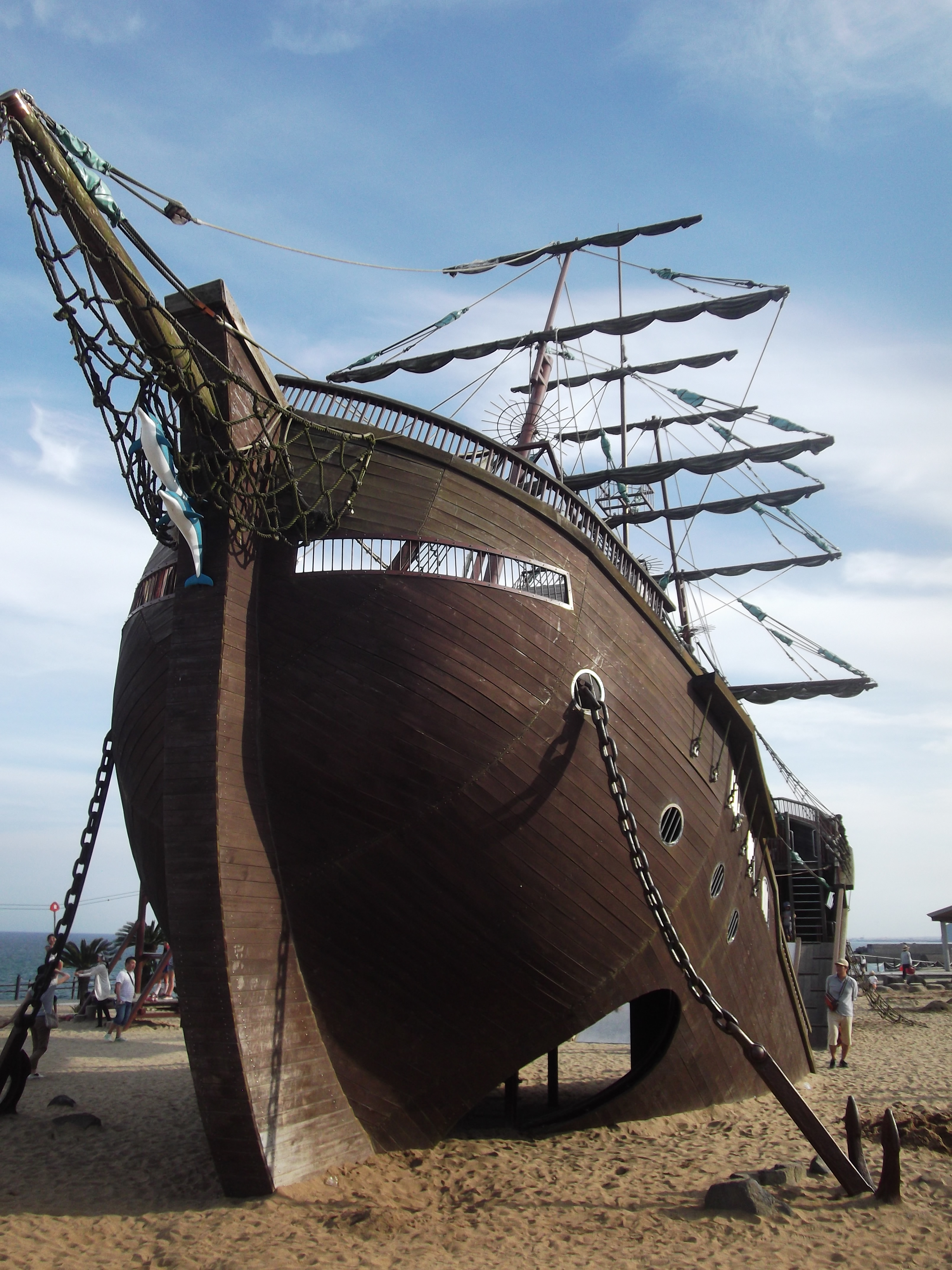
帆船遊具
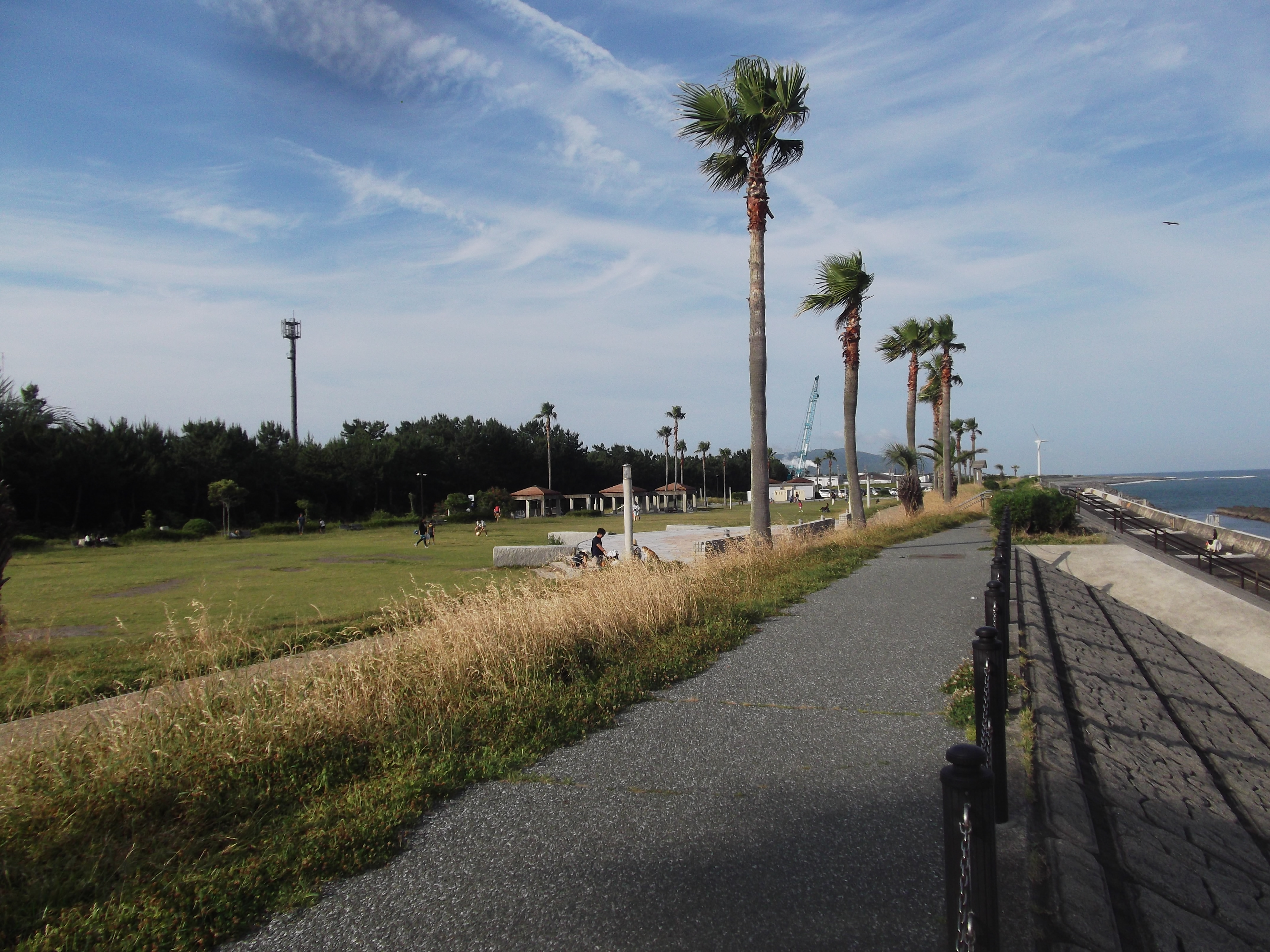
多目的広場